# Le Dibbouk de Mazel Tov IV
Le Dibbouk de Mazel Tov IV (The Dybbuk of Mazel Tov IV) est une nouvelle de science-fiction publiée en 1974 et écrite par Robert Silverberg.

## Parutions

### Parutions aux États-Unis
La nouvelle est parue aux États-Unis en 1974 sous le titre The Dybbuk of Mazel Tov IV, dans l'anthologie Wandering Stars (« Étoiles errantes »).

### Parutions en France
La nouvelle est parue en France en 1979 dans l'anthologie Le Livre d'or de la science-fiction : Robert Silverberg, éditions Pocket, 1979, et réédité dans l'anthologie Voir l'invisible (1988) dans la collection Le Grand Temple de la S-F.
Elle a été publiée dans l'anthologie Voyage au bout de l'esprit aux éditions Omnibus en  1998.
Elle a ensuite été publiée dans l'anthologie Les Jeux du Capricorne (septembre 2002), avec une réédition chez J'ai lu en 2005. Elle est l'une des 124 meilleures nouvelles de Silverberg sélectionnées pour l'ensemble de recueils Nouvelles au fil du temps, dont Les Jeux du Capricorne est le deuxième tome.

### Parution au Portugal
La nouvelle a été publiée au Portugal en 1981 sous le titre O Dybbuk de Mazel Tov IV.

## Résumé
Sur une lointaine planète située dans le système Mazel Tov, des colons juifs ont créé un petit pays composé de Juifs. Il y a entre eux diverses tendances : des Juifs non pratiquants, des Juifs pratiquants et des Juifs hassidim. Ils doivent composer avec les extraterrestres autochtones, les Kunivaru, très doux et pacifiques, avec qui ils s'entendent bien. Les Kunivaru sont des extraterrestres non anthropoïdes ; ils ont deux bras et quatre jambes, avec une toison verte et de grands yeux ambrés. Le narrateur de la nouvelle est Shimon, un juif peu pratiquant.
Un jour, un extraterrestre kunivar se présente devant le narrateur et déclare être un « Dibbouk » d'un de ses amis décédés il y a presque un an, Joseph Avneri. Un dibbouk est une sorte d'esprit errant qui habite le corps d'un individu et ne peut pas trouver le repos, une sorte de fantôme. Une question agite la communauté juive : est-ce un canular des Kunivaru ou s'agit-il d'un vrai dibbouk ? Ainsi le rabbin de la petite communauté, Shlomo Feig, déclare avec assurance que le cadavre kunivar revenu à la vie ne peut en aucun cas être un dibbouk.
La créature qui se prétend dibbouk apporte de telles précisions sur la religion juive et sur les qualités et défauts (voire les scandales sexuels) de la petite colonie juive que les humains doivent bien se rendre à l'évidence : il ne s'agit pas d'un canular et la créature est effectivement un dibbouk.
Une cérémonie kunivare d'exorcisme est alors organisée mais elle échoue. Finalement c'est une cérémonie célébrée par des juifs hassidim qui entraîne la disparition du dibbouk.
Les Kunivaru, impressionnés, font aussitôt part aux juifs hassidim de leur désir de se convertir au judaïsme. Une nouvelle question agite la communauté juive : un extraterrestre peut-il se convertir au judaïsme ? Les juifs se divisent entre « laïcs », majoritaires, qui répondent oui ; et hassidim, minoritaires, qui répondent non. La plupart des Kunivaru se convertissent peu à peu, après avoir été instruits des fondamentaux de la religion juive par les laïcs. 
La nouvelle se termine par une remarque de Shimon qui explique que c'est un Kunivar converti qui a été élu rabbin et qui enseigne désormais à l'école rabbinique ; on l’a préféré à un hassid !